# John Schneider (Gitarrist)

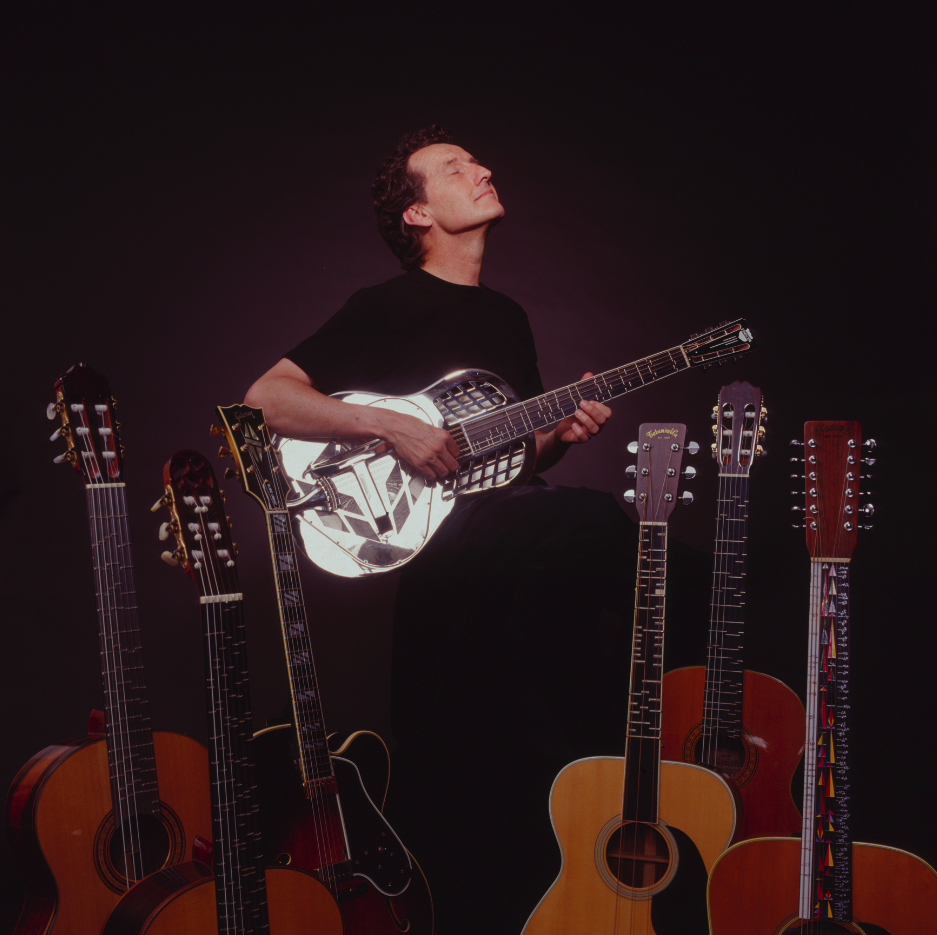
John Schneider (1992)

John Schneider (* 1950 in Los Angeles) ist ein US-amerikanischer klassischer Gitarrist.

## Leben und Schaffen
John Schneider studierte an der Cardiff University in Wales, der Royal Academy of Music in London und  der University of California. Er lehrt am Los Angeles Pierce College die Fächer Gitarre und Elektronische Musik. Neben zahlreichen Publikationen in Zeitschriften wie Soundboard und Guitar Review gilt die Schrift The Contemporary Guitar (1985) als sein Hauptwerk. Das Buch über Geschichte, Musik, Bau- und Spieltechniken der Gitarre, das auch Themen wie bundlose Griffbretter und Mikrotonalität behandelt, erschien 2015 in erweiterter Neuauflage.
Als Gitarrist spielt er ebenso in reiner wie in pythagoreischer und in temperierter Stimmung. Er interpretiert häufig Werke in weiteren speziellen Gitarrenstimmungen, etwa von Lou Harrison, LaMonte Young, John Cage und Harry Partch. Er betätigt sich ebenso als Komponist und Arrangeur, wobei sein Hauptaugenmerk auf Gitarre, Harfe und Percussion liegt.
Schneider ist außerdem Mitglied und musikalischer Leiter von Partch, einem Ensemble, das sich die Aufführung der Werke von Harry Partch zur Aufgabe gemacht hat. Nach drei Grammy-Nominierungen erhielt er für die Produktion der Plectra & Percussion Dances mit diesem Ensemble 2015 einen Grammy Award in der Kategorie Bestes klassisches Sammelprogramm.

## Schriften
- John Schneider: The Contemporary Guitar. Rowman & Littlefield, Berkeley 2015, ISBN 978-1-4422-3789-6 (englisch, 360 S.).